# Šarišská Poruba
Šarišská Poruba es un municipio del distrito de Prešov en la región de Prešov, Eslovaquia, con una población estimada a final del año 2024 de 718 habitantes.
Se encuentra ubicado en el centro-sur de la región, en el valle del río Torysa (cuenca hidrográfica del río Tisza) y cerca de la frontera con la región de Košice.

## Demografía
| Año        | 1994 | 2004     | 2014     | 2024     |
| ---------- | ---- | -------- | -------- | -------- |
| Población  | 372  | 428      | 582      | 718      |
| Diferencia |      | +15,05 % | +35,98 % | +23,36 % |

| Año        | 2023 | 2024    |
| ---------- | ---- | ------- |
| Población  | 701  | 718     |
| Diferencia |      | +2,42 % |